# Steve Foster
Stephen  ("Steve") Brian Foster (Portsmouth, 24 september 1957) is een voormalig betaald voetballer uit Engeland, die speelde als verdediger gedurende zijn carrière.

## Clubcarrière
Foster speelde clubvoetbal in Engeland voor onder meer Portsmouth, Brighton & Hove Albion, Aston Villa, Luton Town en Oxford United.

## Interlandcarrière
Foster speelde drie keer voor de nationale ploeg van Engeland. Onder leiding van bondscoach Ron Greenwood maakte hij zijn debuut op 23 februari 1982 in de British Home Championship-wedstrijd tegen Noord-Ierland (4-0) in Londen, net als aanvaller Cyrille Regis van West Bromwich Albion. Hij nam met Engeland deel aan het WK voetbal 1982, en speelde daar één wedstrijd (tegen Koeweit).

## Erelijst
Luton Town
- League Cup

1988